# Gouverneur du Sind
Le gouverneur du Sind est le représentant de l'État dans la province pakistanaise du Sind. Il est nommé par le président de la République sur le conseil du Premier ministre. Son pouvoir est généralement assez limité, alors que le pouvoir exécutif local repose surtout entre les mains du ministre en chef. 

## Histoire
La fonction est créée le 15 août 1947 lors de l'indépendance du pays. Elle disparaît le 14 octobre 1955 avec la suppression de la province du Sind. Elle est enfin recréée le 1er juillet 1970 par le président Muhammad Yahya Khan après la dissolution de la province du Pakistan occidental qui est remplacée par les quatre provinces actuelles, dont celle du Sind.

## Liste
| no | Gouverneur                    | Début de fonction | Fin de fonction   | Affiliation                           |
| -- | ----------------------------- | ----------------- | ----------------- | ------------------------------------- |
| 1  | Shaikh G.H. Hidayatullah      | 15 août 1947      | 4 octobre 1948    | Ligue musulmane                       |
| 2  | Shaikh Din Muhammad           | 7 octobre 1948    | 19 novembre 1949  | Ligue musulmane                       |
| 3  | Mian Aminuddin                | 19 novembre 1949  | 1er mai 1953      | Ligue musulmane                       |
| 4  | George Baxandall Constantine  | 2 mai 1953        | 12 août 1953      | Administrateur civil                  |
| 5  | Habib Ibrahim Rahimtoola      | 12 août 1953      | 23 juin 1954      | Ligue musulmane                       |
| 6  | Iftikhar Hussain Khan Mamdot  | 24 juin 1954      | 14 octobre 1955   | Ligue musulmane                       |
|    | Poste aboli                   | 14 octobre 1955   | 1er juillet 1970  |                                       |
| 7  | Rakhman Gul                   | 1er juillet 1970  | 20 décembre 1971  | Armée pakistanaise                    |
| 8  | Mumtaz Bhutto                 | 24 décembre 1971  | 20 avril 1972     | Parti du peuple pakistanais           |
| 9  | Mir Rasool Bux Talpur         | 29 avril 1972     | 14 février 1973   | Parti du peuple pakistanais           |
| 10 | Begum Ra'ana Liaquat Ali Khan | 15 février 1973   | 28 février 1976   | Sans étiquette                        |
| 11 | Muhammad Dilawar Khanji       | 1er mars 1976     | 5 juillet 1977    | Parti du peuple pakistanais           |
| 12 | Abdul Kadir Shaikh            | 6 juillet 1977    | 17 septembre 1978 | Administrateur civil                  |
| 13 | S.M. Abbasi                   | 18 septembre 1978 | 6 avril 1984      | Armée pakistanaise                    |
| 14 | Jahan Dad Khan                | 7 avril 1984      | 4 janvier 1987    | Armée pakistanaise                    |
| 15 | Ashraf W. Tabani              | 5 janvier 1987    | 23 juin 1988      | Ligue musulmane du Pakistan           |
| 16 | Rahimuddin Khan               | 24 juin 1988      | 12 septembre 1988 | Armée pakistanaise                    |
| 17 | Qadeeruddin Ahmed             | 12 septembre 1988 | 18 avril 1989     | Cour suprême                          |
| 18 | Fakhruddin G. Ebrahim         | 19 avril 1989     | 6 août 1990       | Cour suprême                          |
| 19 | Mahmoud Haroon                | 6 août 1990       | 18 juillet 1993   | Sans étiquette                        |
| 20 | Hakeem Saeed                  | 19 juillet 1993   | 23 janvier 1994   | Sans étiquette                        |
| 21 | Mahmoud Haroon                | 23 janvier 1994   | 21 mai 1995       | Sans étiquette                        |
| 22 | Kamaluddin Azfar              | 22 mai 1995       | 16 mars 1997      | Parti du peuple pakistanais           |
| 23 | Moinuddin Haider              | 17 mars 1997      | 17 juin 1999      | Armée pakistanaise                    |
| 24 | Mamnoon Hussain               | 19 juin 1999      | 12 octobre 1999   | Ligue musulmane du Pakistan (N)       |
| 25 | Azim Daudpota                 | 25 octobre 1999   | 24 mai 2000       | Armée pakistanaise                    |
| 26 | Muhammad Mian Soomro          | 25 mai 2000       | 26 décembre 2002  | Ligue musulmane du Pakistan (Q)       |
| 27 | Ishrat-ul-Ibad Khan           | 27 décembre 2002  | 9 novembre 2016   | Mouvement national uni                |
|    | Shehla Raza (intérim)         | 9 novembre 2016   | 11 novembre 2016  | Parti du peuple pakistanais           |
| 28 | Saeeduzzaman Siddiqui         | 11 novembre 2016  | 11 janvier 2017   | Sans étiquette                        |
|    | Agha Siraj Durrani (intérim)  | 11 janvier 2017   | 30 janvier 2017   | Parti du peuple pakistanais           |
| 29 | Muhammad Zubair Umar          | 8 février 2017    | 29 juillet 2018   | Ligue musulmane du Pakistan (N)       |
|    | Agha Siraj Durrani (intérim)  | 3 août 2018       | 27 août 2018      | Parti du peuple pakistanais           |
| 30 | Imran Ismail                  | 27 août 2018      | 18 avril 2022     | Mouvement du Pakistan pour la justice |
|    | Agha Siraj Durrani (intérim)  | 18 avril 2022     | 10 octobre 2022   | Parti du peuple pakistanais           |
| 31 | Kamran Tessori                | 10 octobre 2022   | en fonction       | Mouvement national uni                |